# Solea ovata
 Solea ovata és un peix teleosti de la família dels soleids i de l'ordre dels pleuronectiformes que es troba des de les costes del Pakistan fins a les de Tailàndia, les Filipines, Indonèsia i Mar de la Xina Oriental.